# Cape Town Railway Station

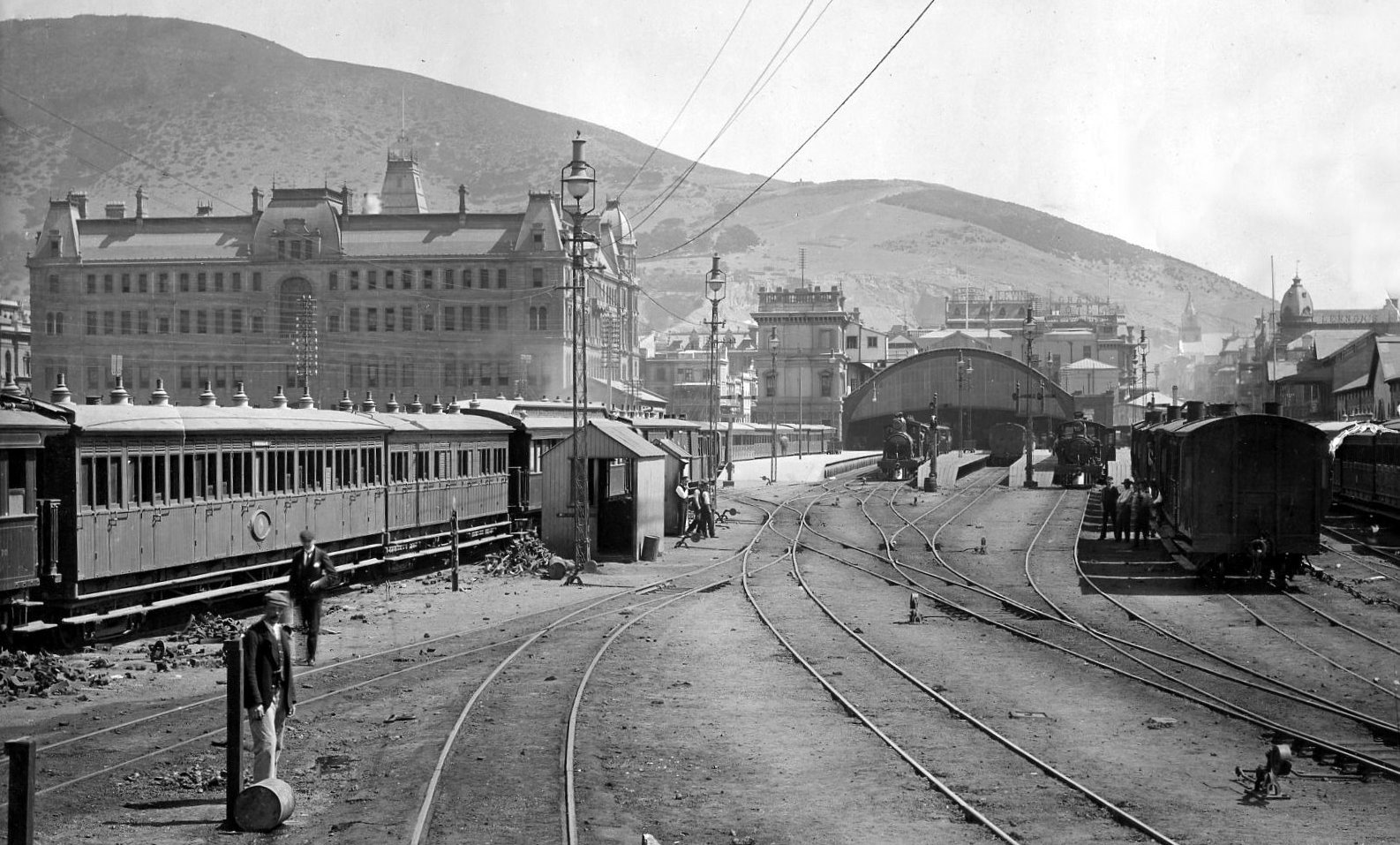
Der ehemalige Bahnhof (1896)

Die Cape Town Railway Station oder Cape Town Station ist der zentrale Bahnhof des Eisenbahnnetzes von Kapstadt in Südafrika. Er liegt im Stadtzentrum und in seiner Umgebung befinden sich das Castle of Good Hope sowie das Rathaus.
Im Bahnhof starten alle Linien des Regionalverkehrssystems Metrorail. Personenzüge des Fernverkehrs von Shosholoza Meyl fahren täglich über Kimberley nach Johannesburg. Wöchentliche Verbindungen gibt es in Richtung Osten nach East London und zur Stadt Queenstown. Zwischen Johannesburg und Kapstadt können auch private Fahrzeuge mitgenommen werden. Außerdem ist der Bahnhof seit 1923 einer der beiden Endpunkte des Blue Train. Des Weiteren fahren die Züge der privaten Eisenbahngesellschaft Rovos Rail von hier nach Pretoria und George und – als Pride of Africa – nach Daressalam. In der Castle Street, südlich des Bahnhofs, befindet sich ein Busbahnhof.
Das heutige Gebäude ist ein gewölbter Zweckbau aus Beton und Glas der 1960er Jahre. In der Empfangshalle wurde eine Museumslokomotive der Hawthorn, Leslie & Company aufgestellt. Weiterhin werden im Bahnhof zahlreiche Geschäfte betrieben, zum Beispiel Lebensmittelgeschäfte oder Friseursalons. Seit 2007 wurde der Bahnhof für über 400 Millionen Rand (über 40 Millionen Euro) durch den Architekten Mokena Makeka saniert. Den Schwerpunkt dieser Umgestaltungsarbeiten bildeten im Vorfeld der Fußball-Weltmeisterschaft 2010 die Wegezonen, die Informationsstände sowie die Sicherheit des Bahnhofsgeländes. Auch wurde die Fassade saniert.
Anfang 2022 wurde der Um- und Ausbau sowie eine Modernisierung des Bahnhofsgeländes für 1,5 Milliarden Rand angekündigt.